# 王家山镇
王家山镇，是中华人民共和国甘肃省白银市平川区下辖的一个乡镇级行政单位。

## 行政区划
王家山镇下辖以下地区：
庙台社区、公园社区、万庙村、大营水村、井儿川村和于大川村。